# Hellmer Hermandsen
Hellmer Hermandsen (n. 1 februarie 1871, Løten, Hedmark, Norvegia – d. 19 martie 1958, Brumunddal, Hedmark, Norvegia) a fost un trăgător de tir ce a reprezentat Norvegia, medaliat olimpic. A participat la o ediție a Jocurilor Olimpice (1900) în care a câștigat o medalie de argint.

## Participări
Lista de mai jos prezintă principalele competiții la care a participat Hellmer Hermandsen de-a lungul carierei.
- shooting at the 1900 Summer Olympics – men's 300 metre free rifle, team[*]